# ایگون رولاید
ایگون رولاید (استونیایی: Egon Roolaid؛ ۲۶ سپتامبر ۱۹۱۸ – ۱۹۴۳) شناگر اهل استونی بود.
وی در مسابقات شنای ۱۰۰ متر آزاد بازی‌های المپیک تابستانی ۱۹۳۶ شرکت کرده‌است.